# Połączona Flota
Połączona Flota (jap. 聯合艦隊 Rengō Kantai) – była trzonem Japońskiej Cesarskiej Marynarki Wojennej. Do 1933 r. Połączona Flota nie była osobnym rodzajem wojsk w japońskiej armii, ale tymczasową strukturą tworzoną na czas trwania konfliktów lub dużych morskich manewrów wojskowych, w których brały udział jednostki różnych typów wojsk posiadających oddzielne dowództwa.